# Christian von Pentz
Christian Alexander Franz von Pentz (Gremmelin, 21 gennaio 1882 – Amburgo, 21 febbraio 1952) è stato un militare tedesco.

## Biografia
Pentz discendeva da una nobile famiglia del Meclemburgo, nota fin dal XII secolo; nel 1900 si arruolò come sottotenente nel 2. Grossherzoglich Mecklenburgisches Dragoner-Regiment Nr. 18, allora comandato dal generale Ferdinand von Quast. Promosso tenente nel 1908, il 21 novembre 1912 sposò ad Hannover Annemarie von Beneckendorff und von Hindenburg, figlia di Paul von Hindenburg.
Durante la prima guerra mondiale fece parte dello stato maggiore del suocero sul fronte orientale, entrando nel 1916 nello stato maggiore generale con il grado di capitano e partecipando alla pianificazione della battaglia di Verdun e della Somme; successivamente fu aiutante di campo di Hindenburg presso il quartier generale di Spa.
Terminata la guerra, Pentz entrò nella Reichswehr come maggiore e comandante di uno squadrone nel 13. Preussischen Reiter-Regiment a Lünenburg; nel 1926 fu capo di stato maggiore ad Hannover. Ritiratosi dall'esercito nel 1930, frequentò i circoli conservatori vicini agli Hohenzollern e fece parte della cerchia monarchica di Horst von Restorff. Il suo nome è in parte legato al pubblico ammonimento al suocero riguardo al nominare Hitler cancelliere, che fece scalpore sui giornali dell'epoca ma che causò il repentino allontanamento dalla vita politica e sociale di Pentz, il quale morì povero ad Amburgo nel 1952.